# Jeyson Rojas
Jeyson Alejandro Rojas Orellana, noto semplicemente come Jeyson Rojas (San Javier de Loncomilla, 23 gennaio 2002), è un calciatore cileno, difensore del Dep. La Serena in prestito dal Colo-Colo.

## Carriera

### Club
Cresciuto nel settore giovanile del Colo-Colo, debutta in prima squadra il 3 ottobre 2020 in occasione dell'incontro di Primera División perso 1-0 contro l'Huachipato.

### Nazionale
Debutta con la nazionale cilena il 9 dicembre 2021 giocando da titolare l'amichevole pareggiata 2-2 contro il Messico.

## Statistiche
Statistiche aggiornate al 2 gennaio 2022.

### Presenze e reti nei club
| Stagione        | Squadra         | Campionato      | Campionato | Campionato | Coppe nazionali | Coppe nazionali | Coppe nazionali | Coppe continentali | Coppe continentali | Coppe continentali | Altre coppe | Altre coppe | Altre coppe | Totale | Totale | Totale |
| Stagione        | Squadra         | Comp            | Pres       | Reti       | Comp            | Pres            | Reti            | Comp               | Pres               | Reti               | Comp        | Pres        | Reti        | Pres   | Reti   |        |
| --------------- | --------------- | --------------- | ---------- | ---------- | --------------- | --------------- | --------------- | ------------------ | ------------------ | ------------------ | ----------- | ----------- | ----------- | ------ | ------ | ------ |
| 2020            | Colo-Colo       | A               | 14         | 0          | CC              | 0               | 0               | CL                 | 0                  | 0                  | SC          | 1           | 0           | 15     | 0      |        |
| 2021            | Colo-Colo       | A               | 18         | 0          | CC              | 2               | 0               |                    | -                  | -                  |             | -           | -           | 20     | 0      |        |
| Totale carriera | Totale carriera | Totale carriera | 32         | 0          |                 | 2               | 0               |                    | 0                  | 0                  |             | 1           | 0           | 35     | 0      |        |

### Cronologia presenze e reti in nazionale
| Cronologia completa delle presenze e delle reti in nazionale ― Cile | Cronologia completa delle presenze e delle reti in nazionale ― Cile | Cronologia completa delle presenze e delle reti in nazionale ― Cile | Cronologia completa delle presenze e delle reti in nazionale ― Cile | Cronologia completa delle presenze e delle reti in nazionale ― Cile | Cronologia completa delle presenze e delle reti in nazionale ― Cile | Cronologia completa delle presenze e delle reti in nazionale ― Cile | Cronologia completa delle presenze e delle reti in nazionale ― Cile |
| Data                                                                | Città                                                               | In casa                                                             | Risultato                                                           | Ospiti                                                              | Competizione                                                        | Reti                                                                | Note                                                                |
| ------------------------------------------------------------------- | ------------------------------------------------------------------- | ------------------------------------------------------------------- | ------------------------------------------------------------------- | ------------------------------------------------------------------- | ------------------------------------------------------------------- | ------------------------------------------------------------------- | ------------------------------------------------------------------- |
| 9-12-2021                                                           | Austin                                                              | Messico                                                             | 2 – 2                                                               | Cile                                                                | Amichevole                                                          | -                                                                   |                                                                     |
| 12-12-2021                                                          | Los Angeles                                                         | El Salvador                                                         | 0 – 1                                                               | Cile                                                                | Amichevole                                                          | -                                                                   |                                                                     |
| 6-6-2022                                                            | Daejeon                                                             | Corea del Sud                                                       | 2 – 0                                                               | Cile                                                                | Amichevole                                                          | -                                                                   | 84’                                                                 |
| 10-6-2022                                                           | Kobe                                                                | Cile                                                                | 0 – 2                                                               | Tunisia                                                             | Kirin Cup                                                           | -                                                                   | 58’ 83’                                                             |
| Totale                                                              |                                                                     | Presenze                                                            | 4                                                                   |                                                                     | Reti                                                                | 0                                                                   |                                                                     |

## Palmarès

### Club

#### Competizioni nazionali
- Copa Chile: 2

Colo-Colo: 2021, 2023
- Campionato cileno: 1

Colo-Colo: 2022
- Supercoppa del Cile: 1

Colo-Colo: 2022